# Eurytaphria bisinuata
Eurytaphria bisinuata là một loài bướm đêm trong họ Geometridae.